# What Makes You Country
What Makes You Country è il sesto album in studio del cantante statunitense Luke Bryan, pubblicato nel 2017.

## Tracce
1. What Makes You Country – 3:55
2. Out of Nowhere Girl – 3:38
3. Light It Up – 2:57
4. Most People Are Good – 3:41
5. Sunrise, Sunburn, Sunset – 3:36
6. Bad Lovers – 3:36
7. Drinking Again – 3:45
8. Land of a Million Songs – 3:31
9. Like You Say You Do – 3:40
10. Hooked on It – 3:17
11. She's a Hot One – 2:55
12. Hungover in a Hotel Room – 3:54
13. Pick It Up – 2:59
14. Driving This Thing – 2:56
15. Win Life – 3:12